# .308 Norma Magnum

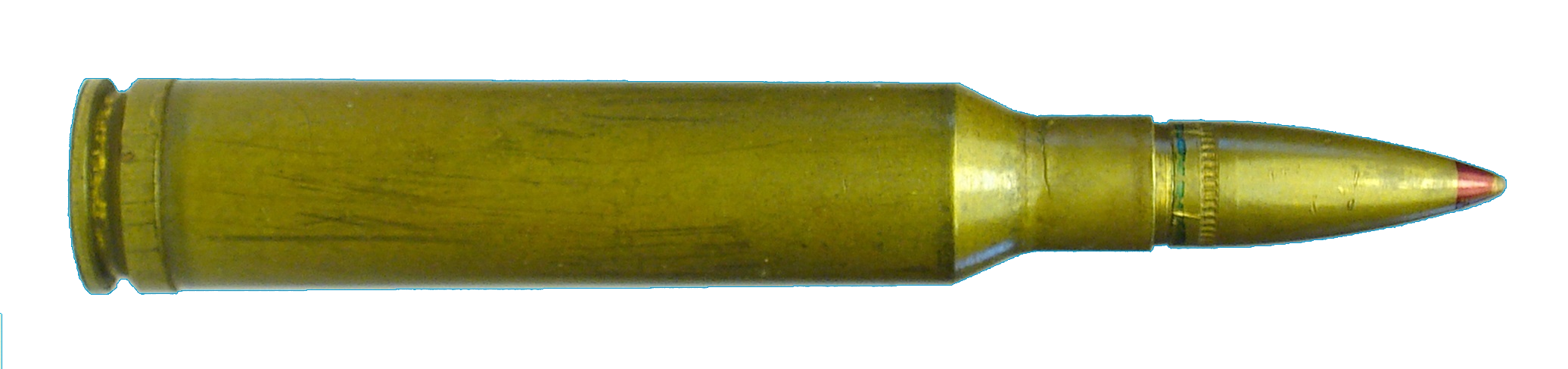
Um cartucho .308 Norma Magnum.

O cartucho .308 Norma Magnum (ou 7,62×65mmBR), foi criado por Nils Kvale na Norma, da Suécia. Assim como o cartucho maior .358 Norma Magnum, ele é baseado no .300 H&H Magnum. O comprimento do estojo é o mais longo que caberia em um mecanismo de ação padrão Mauser. Embora inicialmente parecesse ter um futuro brilhante, logo foi superado em popularidade pelo .300 Winchester Magnum. O primeiro, e um dos poucos, fabricantes a oferecer rifles utilizando o .308 Norma Magnum foi a Schultz & Larsen da Dinamarca e ainda são.